# Stoholm
Stoholm är en ort i Danmark.   Den ligger i Viborgs kommun och Region Mittjylland. Stoholm ligger 23 meter över havet och antalet invånare är 2 531.
Närmaste större samhälle är Skive, 11 km nordväst om Stoholm. Fram till kommunreformen 2007 var Stoholm huvudort i Fjends kommun.